# メイド・イン・ヘヴン (2021年の映画)
『メイド・イン・ヘヴン』は、2021年公開の日本映画。監督は丹野雅仁。主演は手塚理美・国広富之。
かずさ映画製作委員会製作の第二弾。原作はカマチの小説『メイド・イン・ヘヴン』（アメージング出版）。メイドインヘヴン(英語：Made in heaven）とは英語の成句で「天で作られた」、つまり「天の配剤である」「理想的なものである」ことを示す。

## あらすじ
妻に先立たれた小説家、志田漱石。ある日、気晴らしの散歩で木更津・證誠寺を訪れていた漱石は、そこで亡き妻、咲子の声を聞く。声を聞き、妻に会いたい気持ちを抑えきれずにいた漱石だったが、数日後、自動車事故で死んでしまう。一方、漱石との再会を心待ちにしていた咲子は回覧板で漱石の死を知り、いそいそと漱石の元に向かうのだが、不幸な事に漱石は事故の後遺症で咲子の事を覚えていなかった。

## 映画上映
- 2021年4月 - 島ぜんぶでおーきな祭り・第13回沖縄国際映画祭特別招待
- 2021年11月6日 -【 新宿】K`sシネマにて公開
- 2022年1月 - 新宿ロフトプラスワンにて上映
- 2022年5月 - 君津市市制50周年文化事業として君津市民文化ホール・大ホールにて上映
- 2022年6月 - 【横浜】シネマ・ジャック＆ベティーにて公開
- 2022年9月 - 【阿佐ヶ谷】シネマMorcにて公開
- 2022年9月 - エミレーツ航空にて機内上映開始
- 2022年9月～10月 - ホテルアンテルーム那覇にてcinewabを使ったルーフトップ上映
- 2022年10月 - 文京シビックホールにて上映

### キャスト
- 手塚理美
- 国広富之
- 佐々木心音
- 富樫真
- 副島淳
- 堤下敦（インパルス）
- 石井咲
- カマチ
- 高橋卓郎
- 竹谷望絵
- 桑原由樹
- リチャードTH
- 浜崎美保（声の出演）
- 尚玄
- 下條アトム

### スタッフ
- 監督　丹野雅仁
- 脚本・原作　カマチ
- 製作　かずさ映画製作委員会
- プロデューサー　カマチ　岩本光弘
- アシスタントプロデューサー　堀ともこ
- 音楽　寺田テツオ　北村友佳
- 撮影　木村和行
- 撮影助手　吉田太一
- 照明　大町昌路
- 録音　田中秀樹
- 美術・編集　丹野雅仁
- スタイリスト　澤村紀依
- ヘアメイク　南谷友子
- 音響効果　横澤匡弘
- 助監督　後藤聡
- 配給　プロダクション花城